# 西村アキホ

西村 アキホ（にしむら あきほ、1987年9月2日 - ）は、日本のAV女優。ファイブプロモーション所属

## 略歴
- 2008年にヌードモデルとして活動を始める。
- 2009年に『新人 赤坂老舗料亭の箱入り娘 西村あきほ』でAVデビュー。

## 作品

### アダルトビデオ
2009年
- 新人 赤坂老舗料亭の箱入り娘 西村あきほ（1月16日、新人）
- 本番高級デリヘル嬢 vol.5（2月20日、サムシング）
- 地下風俗潜入!!実在する高級秘密倶楽部にAVギャルを送り込め!!（3月10日 ホットエンターテイメント）共演:石川みずき、成瀬心美
- my nurse 天使のボイン（3月15日 フリービジョン）他出演:愛沢はるひ
- 募集人妻中出し志願（4月17日 TMA）他出演:青山ゆい、鷹宮りょう、桃咲まなみ、岬まゆか
- 私のエロい身体見てシゴいてください。02（4月25日 ゼロちゃんねる）
- 突然、責め好き女の子に連続2回しゃぶられちゃった僕。（5月13日 アロマ企画）他出演:芹澤かなえ、真崎寧々、仲村ろみひ、芽衣
- VIP STAR STAGE 5（5月15日 クリスタル映像）
- 人妻拘束連続アクメ調教 2（5月15日 GLAY'z）他出演:青山ゆい、桃咲まなみ
- 放課後の女子校生 2（5月22日、おかず。ケイ・エム・プロデュース）他出演:葉月里彩、中村シノ、野田夏実
- 突然マ○コいじられ辱しめられちゃった私。（5月25日 アロマ企画）他出演:桜庭彩、野中あんり、河本愛、七咲楓花、鈴木千里、相馬あすか
- 乱交スプラッシュ潮吹きハーレム（6月19日、クロス）共演:七咲楓花、鈴木茶織、佐伯奈々
- kira☆kira SPECIAL 援交☆乱交☆最高!!（6月19日、kira☆kira）共演:美花ぬりぇ、雪見紗弥、月野りさ、渋谷梨果、長谷川なぁみ
- 転校したら男は僕一人ぼっちだった…。 7（7月9日、アキノリ）共演:芽衣奈、はるか悠、浅岡沙希、村瀬優花、山戸優、江藤秋奈、羽村智奈 他
- フェラコレ2009夏SP 30人のフェラジェンヌ（7月15日 隼エージェンシー）他29名出演
- MOODYZファン感謝祭 バコバコバスツアー2009 S級AVギャルのハメまくり大乱交!! （8月1日、MOODYZ）他多数共演
- 黒ストッキング美脚女子校生（9月19日、イエロー）共演:紗奈、平井綾、優木あおい
- MOODYZファン感謝祭 裏バコバコバスツアー2009 本編未収録! 深夜のペニス吸引祭り!!（10月1日、MOODYZ）他多数共演
- ヒロイン屈服　Xウーマン編（10月23日、GIGA）
- 手コキでベロちゅ～ 8（11月19日、イエロー）他多数出演
- こだわりの手コキ 4時間SP 14　40人のハンドメイドU（12月15日、隼エージェンシー）他39名出演
- フェラコレ 特別編 2 増量4時間ぜーんぶWフェラ（12月15日、隼エージェンシー）共演:伊東すみれ 他多数出演
- ソルトシャワー 熟若女のおしっこみせて Vol.2（12月19日、ゲロニア/妄想族）他多数出演

2010年
- フェラコレ2010冬SP（1月15日、隼エージェンシー）他多数出演
- キスして手コキして抜いてあげる（1月19日、ミスター・インパクト）他多数出演
- 34人のおっぱいを揉んで吸いまくる 4 （7月13日、ミスター・インパクト）他33名出演